# Rignac (Aveyron)
Rignac (okzitanisch: Rinhac) ist eine französische Gemeinde mit 2.019 Einwohnern (Stand: 1. Januar 2022) im Département Aveyron in der Region Okzitanien. Sie gehört zum Arrondissement Villefranche-de-Rouergue und zum Kanton Enne et Alzou. Die Einwohner werden Rignacois genannt.

## Geografie
Rignac liegt etwa 23 Kilometer nordwestlich von Rodez. Durch die Gemeinde fließt der Aveyron. Umgeben wird Rignac von den Nachbargemeinden Bournazel im Norden, Goutrens im Nordosten, Belcastel im Osten und Südosten, Colombiès im Südosten und Süden, Prévinquières im Süden und Südwesten, Anglars-Saint-Félix im Westen sowie Roussennac im Nordwesten.

## Bevölkerungsentwicklung
| 1962 | 1968 | 1975 | 1982 | 1990 | 1999 | 2006 | 2012 | 2019 |
| ---- | ---- | ---- | ---- | ---- | ---- | ---- | ---- | ---- |
| 1541 | 1675 | 1571 | 1585 | 1668 | 1658 | 1820 | 1901 | 1991 |

## Sehenswürdigkeiten
- Kirche Saint-Pierre-ès-Liens
- Kirche Saint-Laurent im Ortsteil Mirabel

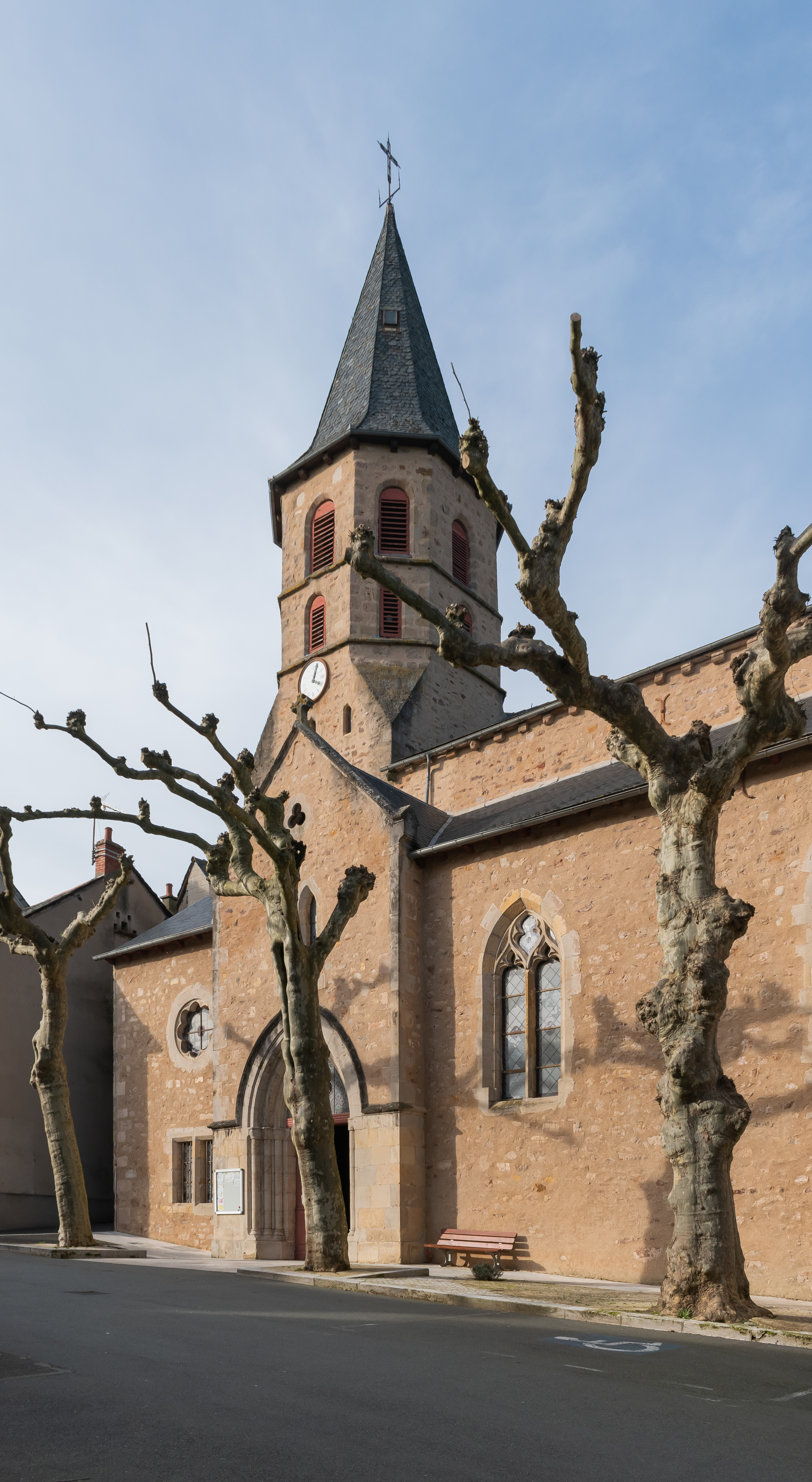
Kirche Saint-Pierre-ès-Liens
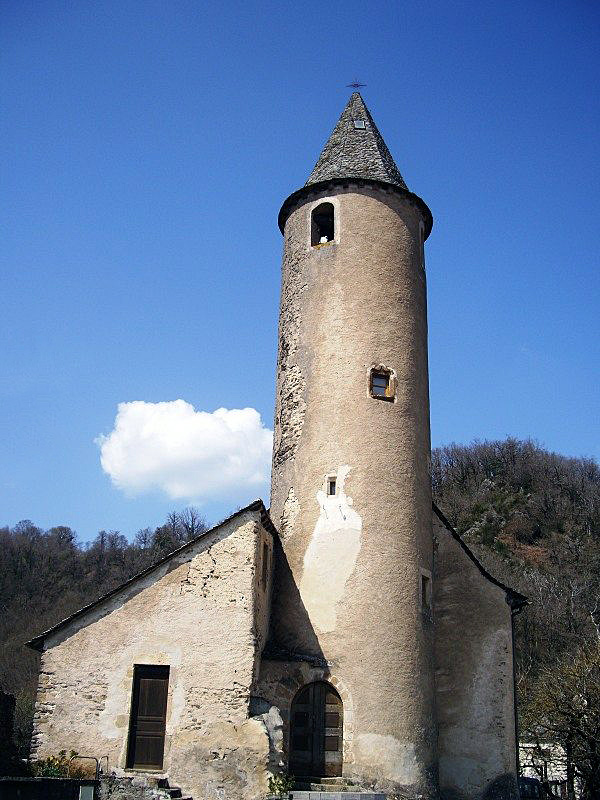
Kirche Saint-Laurent

## Persönlichkeiten
- Jean Puech (* 1942), Politiker (UMP, RI), Bürgermeister von Rignac (1977–2001)